# وحيدات الخلية الجليدية الألبية
وحيدات الخلية الجليدية الألبية (الاسم العلمي: Glaciimonas alpina) هي نوع من البكتيريا، سلبية الغرام، تتبع جنس وحيدات الخلية الجليدية.